# HF-Centret Efterslægten
HF-Centret Efterslægten i København er et uddannelsessted for unge og voksne, som ønsker en højere forberedelseseksamen eller HF-enkeltfag. Efterslægten har op mod 700 elever, hvoraf de fleste er i gang med en hel HF-uddannelse på 2 år, mens de øvrige læser et eller flere HF-enkeltfag eller e-learning, nogle af disse med henblik på over flere år at sammensætte en hel HF-eksamen. 

## HF-Centret
HF-Centret er en fortsættelse af Efterslægtselskabets Skole.
Karaktergennemsnittet på Efterslægten ligger i toppen i forhold til gennemsnittet for alle Danmarks HF-skoler,  og skolens "løfteevne" er ligeledes blandt de bedste i hele landet.
Efterslægten udbyder foruden dag- og aftenundervisning også  "Net-HF"; som er HF-enkeltfag via nettet. Efterslægten udbyder desuden pædagog- og politipakken.

### Historie
I 1786 dannedes på et møde i Drejers Klub i København Selskabet for Efterslægten, hvor "virksomme Borgere" ville "befordre og betrygge den tilvoksende Ungdoms Lyksalighed" for at "indprente dem sunde Begreber, gode Grundsætninger og nyttige Kundskaber, saa at de lære at kende og vænnes til at udøve deres Pligter" og "virke sin og bidrage til andres sande Lyksalighed". Blandt selskabets medlemmer var Johan Clemens Tode, Edvard Storm og Rasmus Nyerup.
Skolen blev etableret i København som borgerlig realskole for drenge 4. marts 1786 på initiativ af Selskabet for Efterslægten, der var stiftet året før. Formålet for selskab og skole var i filantropisk ånd at danne nyttige borgere, der var duelige også i det praktiske liv.
Skolen begyndte undervisningen 3. januar 1787. Under Storms ledelse undervistes bl.a. i tegning, fysisk træning og moderne fremmedsprog, mens udenadslære og korporlig afstraffelse ikke blev praktiseret på skolen. 
I 1886 blev de første studenter dimitteret derfra, og 1909 indgik skolen i De Forenede Skoler. I 1919 blev den overtaget af Københavns Kommune, og fra 1958 optog skolen også piger. I 1991 skiftede skolen navn til HF-Centret Efterslægten, og i 1993 ophørte gymnasielinjen. Skolens motto: Non nobis er latin for: Ikke for vor egen skyld. 
Skolen har været udgangspunkt for succesfulde håndbold- og basketball-klubber, som bar navnet Efterslægten: Se Glostrup Idræts Club og Gladsaxe Basketball Klub.
Efterslægten havde 225 års jubilæum i 2011 og er dermed Danmarks ældste gymnasiale institution. 
Adam Oehlenschläger har beskrevet sin skolegang her med stor tilfredshed. Skolens særpræg blev mindre udtalt, da den i 1881 besluttede at optage latinklasser og sidenhen fortsatte som gymnasieskole.

## Skolens bygninger
Fra 1790 havde Efterslægtselskabet til huse i en smuk renæssancebygning på Østergade. Bygningen blev i 1913 nedrevet af grosserer A.C. Illum for at give plads til Illum. Nedrivningen var en af de begivenheder, der satte skub i bestræbelserne på at få en bygningsfredningslov, hvilket lykkedes i 1918.
Efter en årrække med adresse på Jacob Danefærds Vej på Frederiksberg flyttede skolen i 1940 til nye bygninger tegnet af Henning Hansen på Efterslægtsvej 5 (tidligere Hyrdevangen 62), i Københavns nordvestkvarter i Utterslev, som i dag er rammen for HF-Centret Efterslægten. Efter stor byggeaktivitet de seneste år, primært tegnet af Laungaard Arkitekter, fremstår Efterslægten i dag som et uddannelsessted med både tradition og fornyelse, i form af moderne undervisningslokaler, studiesal og idrætshal.

## Kendte studenter fra Efterslægtselskabets Skole
Af kendte elever, realister, studenter og kursister på Efterslægten kan nævnes:
- Nicolai Holten (1775-1850, kun elev)
- ?-1791: Urban Jürgensen, urmager (1776-1830, kun elev)
- ?-1794: Jørgen Jürgensen, eventyrer (1780-1841, kun elev)
- 1792-1796: Adam Oehlenschläger, guldalderdigter og forfatter (1779-1850, kun elev)
- Hans Caspersen, ankersmed (1782-1865, kun elev)
- A.P. Liunge (1798-1879, kun elev)
- A.N. Hansen (1798-1873, kun elev)
- ?-1817: Ludvig Phister (1807-1896, kun elev)
- Antoine Gamél (1809-1879, kun elev)
- C.A. Warburg (1813-1895, kun elev)
- ?-1830: Julius Blom (1815-1900, kun elev)
- ?-1839: Gottlob Berner (1823-1914, kun elev)
- Jacob Voltelen (1827-1856, kun elev, student 1844 som privatist)
- 1847: Johannes Moldenhawer
- C.Th. Christensen (1832-1905, kun elev)
- ?-1853: Louis le Maire (1836-1913, kun elev)
- ?-1853: Alexander Thorsøe (1840-1920, kun elev)
- 1864: Axel Fog (kun præliminæreksamen)
- 1868: Francis Zachariae (kun præliminæreksamen)
- 186?: Anders Fonnesbech (kun præliminæreksamen)
- 1871: Axel Jacobsen (kun realeksamen)
- 1873: Arnold Krog (kun realeksamen)
- 1884: Wilhelm Hansen (kun forberedelseseksamen)
- 1886: Louis Bobé
- 1886: Frantz Dahl
- 1886: J.C. Johansen
- 1886: Henri Nathansen
- 1887: Knud Bokkenheuser
- 1887: Victor Scheel
- ?-1887: J.H. Melchior (1873-1938, kun elev)
- 1890: Frederik Ingerslev
- 1893: Valdemar H. Mensen
- 1895: Oluf Nielsen (kun præliminæreksamen)
- 1897: Einer Andersen
- 1897: Lauritz Nielsen
- 1897: Kristian Steglich-Petersen
- 1900: Victor Kuhr
- 1901: Axel Rosendal
- 190?: Otto F. Fischer
- 1904: Gudmund Hatt (privat dimitteret)
- 1905: Aage Bretting
- 1906: Georg Galster
- 1910: Joseph Davidsohn
- 1910: Holger Hede
- 1910: Olaf Kayser
- 1912: Harry Jacobsen
- 1915: Johannes Lehmann
- 1915: Otto Pers
- 1918: Knud Meyer
- 1921: Frode Jørgensen
- 1921: Gunnar Teilum
- ?-1922: Aksel Møller (kun elev, student 1924, privat dimitteret)
- 1923: W.F. Hellner
- 1931: Børge Bak
- 1933: Egill Snorrason
- 1934: Erik Thommesen
- 1935: Erik Rasmussen
- 1936: Alex Brask Thomsen (kun realeksamen)
- 1936: Mogens Wahl
- 1938: Harald Langberg
- 1940: Sune Dalgård
- 1940: Ole Sarvig
- 1948: Erik Holst
- 1949: Erik Kjersgaard
- 1957: Erik Jensen
- 1958: Jørgen Sverker Nilsson
- 1960: Erik Norman Svendsen
- 196?: Claus Borre (f. 1944)
- 1964: Ole Kock Hansen
- 1964: Caspar Koch
- 1964: Allan Krasnik
- 1967: Peter Kuhlman
- 19??: Jonatan Spang, standupkomiker og skuespiller
- 2007: Jakob Wilms

## Ekstern henvisning
- HF-Centrets hjemmeside

55°42′34.61″N 12°30′52.24″Ø / 55.7096139°N 12.5145111°Ø